# ハヤカワ・ミステリ・コンテスト
ハヤカワ・ミステリ・コンテストは、早川書房が主催していた短編推理小説の公募新人賞である。『ミステリマガジン』で募集していた。1990年から1992年まで全3回行われた。

## 受賞作一覧
| 回（年）        | 受賞者               | 受賞作                               | 掲載                             |
| --------------- | -------------------- | ------------------------------------ | -------------------------------- |
| 第1回（1990年） | 【最優秀賞】小熊文彦 | 「天国は待つことができる」           | 『ミステリマガジン』1990年8月号  |
| 第1回（1990年） | 【佳作】武宮閣之     | 「月光見返り美人」                   | 『ミステリマガジン』1990年9月号  |
| 第2回（1991年） | 【最優秀賞】山崎秀雄 | 「隣に良心ありき」                   | 『ミステリマガジン』1991年9月号  |
| 第3回（1992年） | 山田風見子           | 「ブルースを葬れ」                   | 『ミステリマガジン』1992年10月号 |
| 第3回（1992年） | 【佳作】深堀骨       | 「蚯蚓、赤ん坊、あるいは砂糖水の沼」 | 『ミステリマガジン』1992年11月号 |

## 受賞作の収録
- 小熊文彦「天国は待つことができる」 - 『天国は待つことができる』（ハヤカワ・ミステリワールド、1991年11月）
- 深堀骨「蚯蚓、赤ん坊、あるいは砂糖水の沼」 - 『アマチャ・ズルチャ 柴刈天神前風土記』（ハヤカワSFシリーズ Jコレクション、2003年8月）

## 選考委員
- 都筑道夫
- 小池真理子